# Erich Peter
Erich Peter (Salza, 17 luglio 1919 – Bad Saarow, 11 ottobre 1987) è stato un generale tedesco della Nationale Volksarmee della Repubblica Democratica Tedesca, ha comandato le truppe di confine della Germania Est, ed è stato anche vice-ministro della difesa nazionale.

## Biografia
Erich Peter era nato nel 1919 in una famiglia della classe operaia. Prese parte alla Seconda guerra mondiale, e venne catturato dalle forze statunitensi nel 1945. Poco dopo la fine della guerra, si iscrisse al Partito Comunista di Germania. Nel 1948 entro nella Volkspolizei (la polizia della germania est), ricevendo numerose promozioni e divenendo direttore di una scuola per truppe corazzate ad Erfurt. Frequentò le lezioni all' Accademia dello stato maggiore generale delle forze armate dell'unione sovietica. Dopo essersi graduato nel 1956, fu trasferito al neonato esercito della Repubblica Democratica Tedesca la Nationale Volksarmee.
nel 1960 venne posto al comando della polizia di confine della Germania Est. Nel 1972, le truppe di confine tedesco-orientali furono rese indipendenti dall'esercito regolare. Questo cambiò la sua posizione. Peter in seguito divenne vice-ministro della difesa nazionale e comandante delle truppe di confine. Il 14 luglio 1979 fu promosso al grado di Colonnello generale, uno tra gli 11 ufficiali della Germania Est a raggiungere questo grado. In seguito si ritirò dal servizio attivo e morì nel 1987.